# Census Area di Wade Hampton
La Census Area di Wade Hampton, in inglese Wade Hampton Census Area, è una census area dello stato dell'Alaska, negli Stati Uniti, parte dell'Unorganized Borough. La popolazione al censimento del 2000 era di 7.028 abitanti.

## Geografia fisica
La census area si trova nella parte nord-occidentale dello stato. Lo United States Census Bureau certifica che la sua estensione è di 50.943 km², di cui 6.412 km² coperti da acque interne.

### Suddivisioni confinanti
- Census Area di Nome - nord
- Census Area di Yukon-Koyukuk - est
- Census Area di Bethel - sud

## Centri abitati
Nella Census Area di Wade Hampton vi sono 12 comuni (city) e 1 census-designated place.

### Comuni
- Alakanuk
- Chevak
- Emmonak
- Hooper Bay
- Kotlik
- Marshall
- Mountain Village
- Nunam Iqua (già Sheldon Point)
- Pilot Station
- Russian Mission
- Scammon Bay
- St. Mary's

### Census-designated place
- Pitkas Point